# ノコギリソウ属
ノコギリソウ属（Achillea）は顕花植物の分類群のひとつ。アキレアとも。キク科キク亜科キク連のうち約100種が属する。

## 分布
ヨーロッパを中心に、アジアにも分布する。また北アメリカにもわずかに自生する種がある。

## 特徴
フリルがついたような形の、毛が生えた、良い匂いのする葉が特徴である。
茎の先端に、小さな花が沢山集まった大きな花序を持つ。花の色は白、黄色、オレンジ、ピンク、赤などがある。多くの種がガーデニング用に人気がある。
ノコギリソウ属の植物はしばしばチョウ目の幼虫の餌となる。

## 属名
属名 Achillea はギリシア神話に登場するアキレスから名づけられた。イリアスによると、アキレスの軍の兵士たちは傷をノコギリソウで癒していたという。

## 主な種
- ノコギリソウ Achillea alpina
- キバナノコギリソウ  Achillea filipendulina
- セイヨウノコギリソウ Achillea millefolium
- エゾノコギリソウ Achillea ptarmica  subsp.  macrocephala
- ヒメノコギリソウ Achillea tomentosa

## ギャラリー

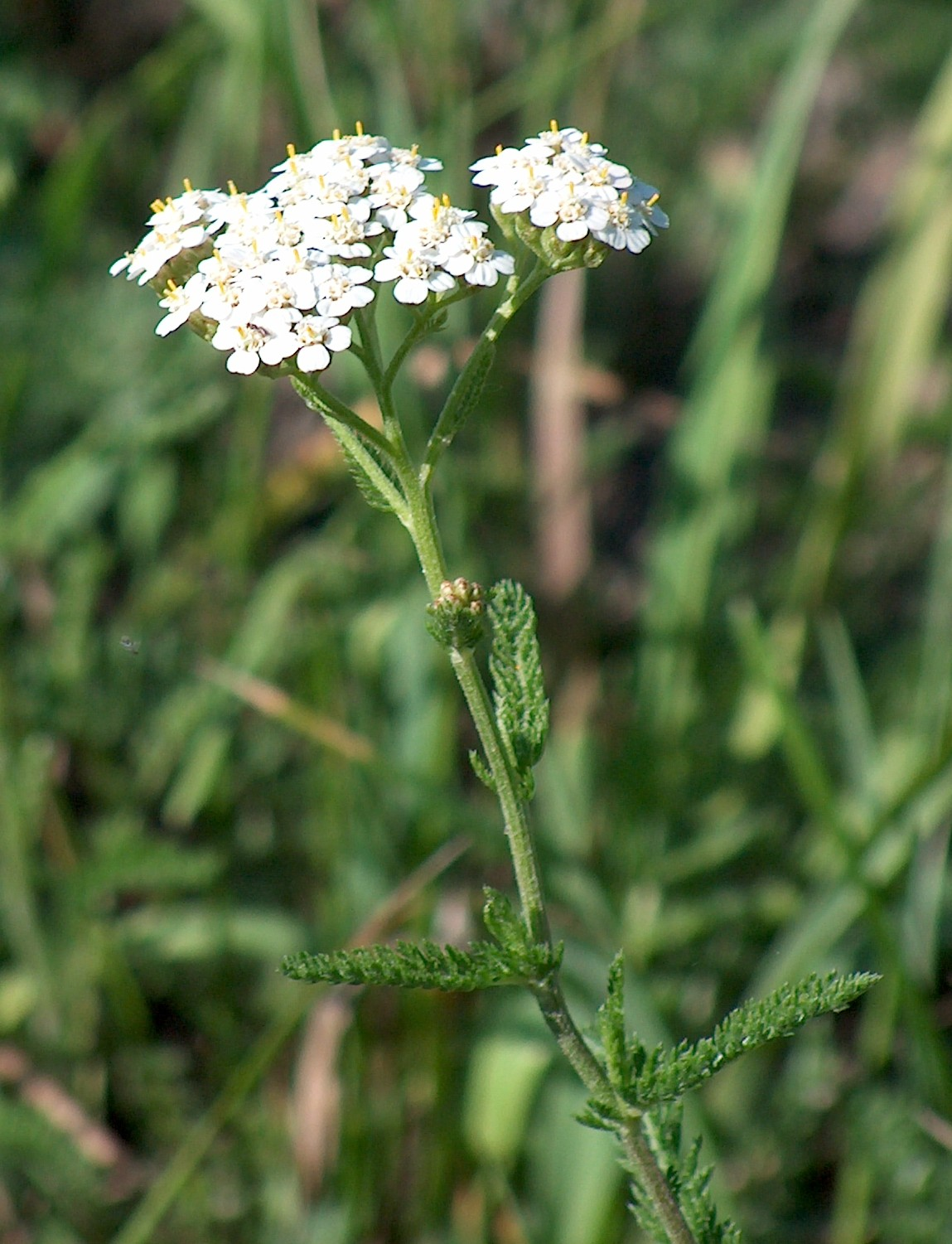
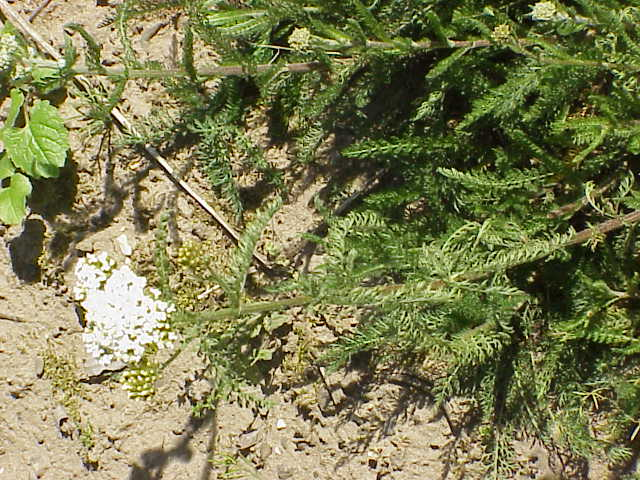
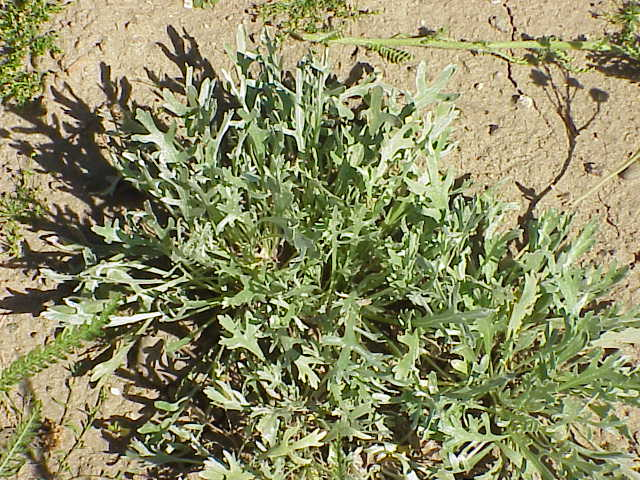
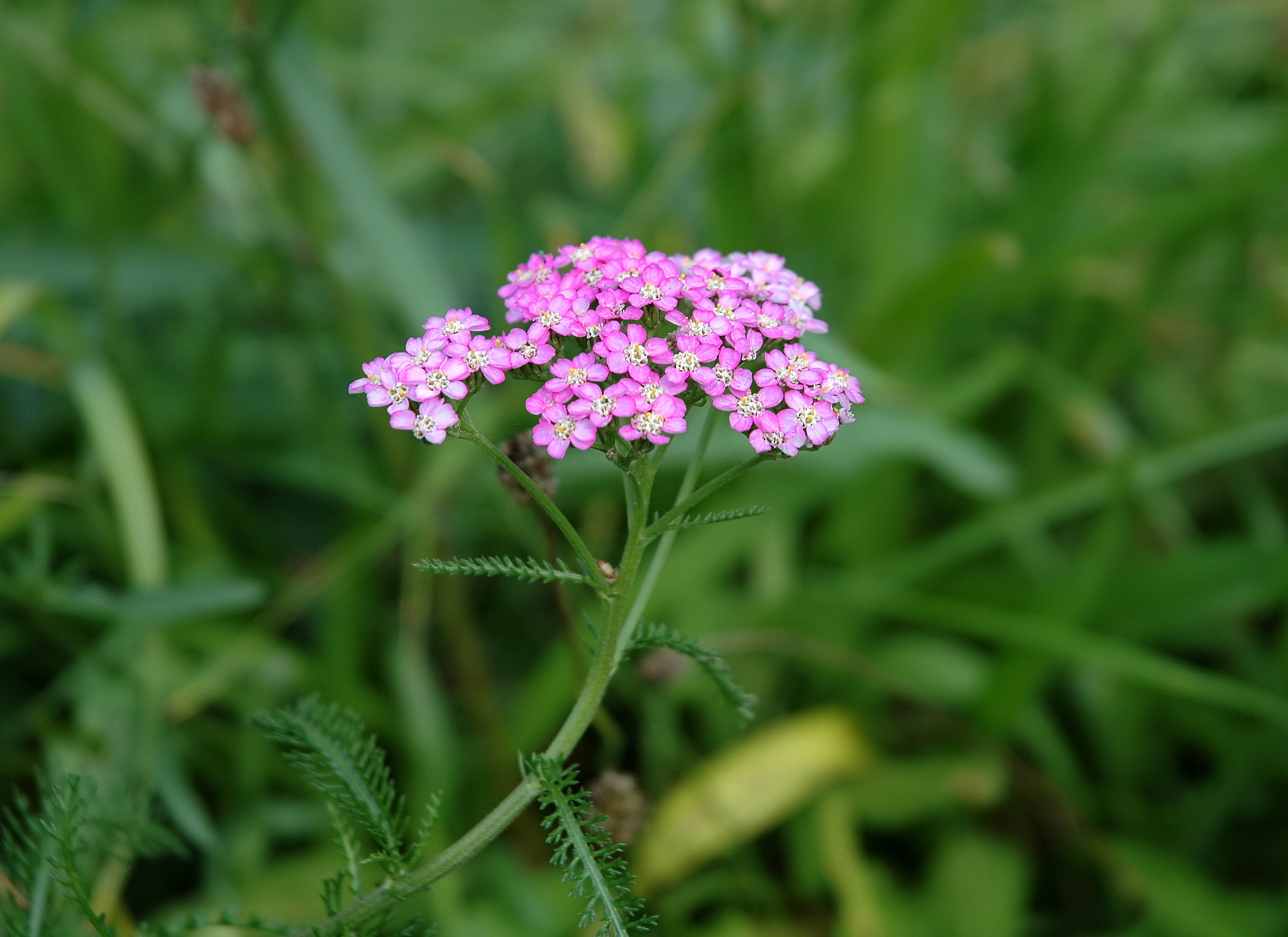
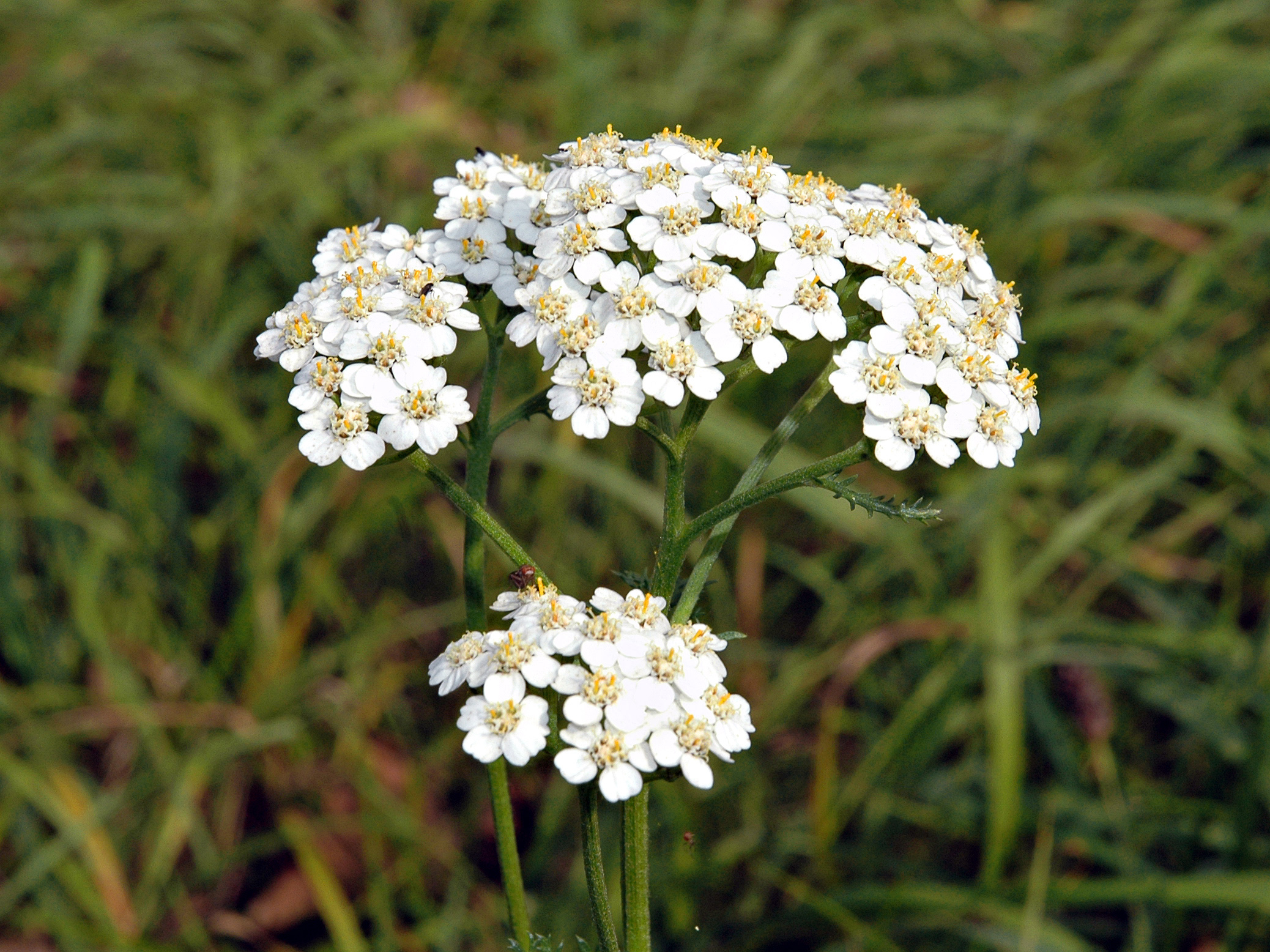
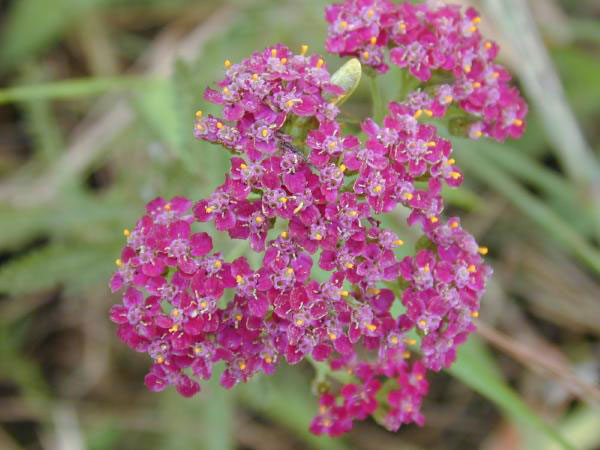
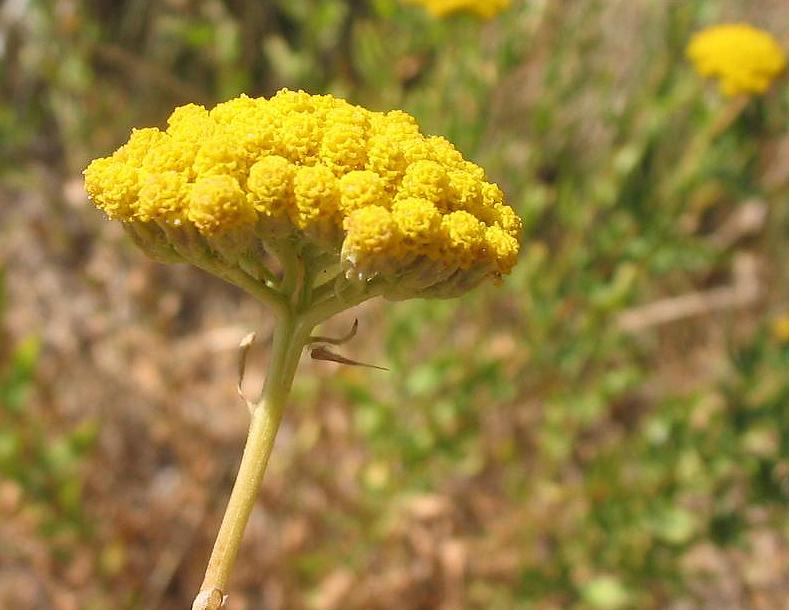
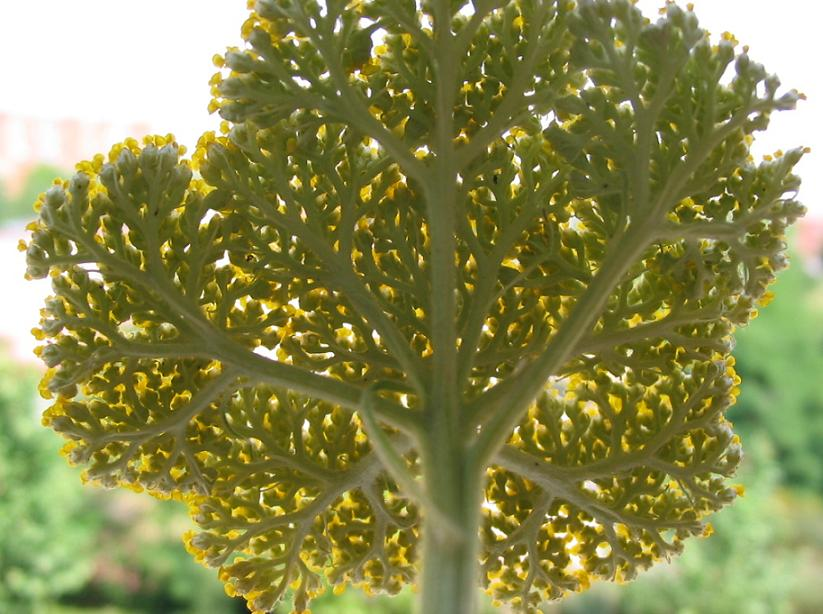
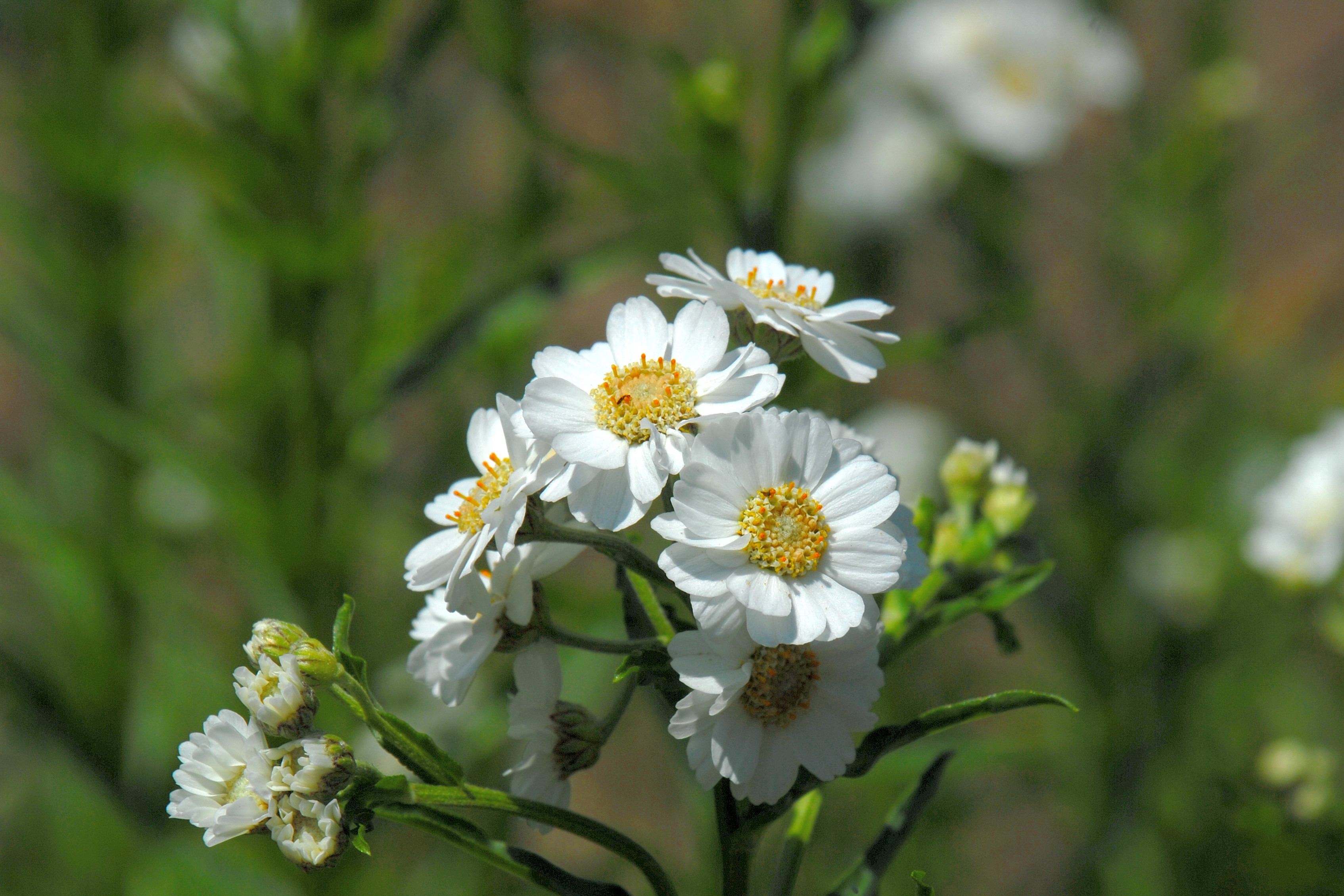
エゾノコギリソウ Achillea ptarmica subsp. macrocephala